# Un uomo felice
Un uomo felice è il dodicesimo studio album di Riccardo Cocciante pubblicato nel 1994, che vede l'autore duettare con interpreti femminili quali Mietta, Mina, Scarlett Von Wollenmann, Tosca e Francesca Bellenis.
L'album è interamente in italiano ad eccezione di "I'd Fly", hit song "Per Lei" riscritta con testo originale inglese di Roxanne Seeman. Un Uomo Felice include inoltre la versione italiana del brano "L'amour Existe Encore", registrato da Celine Dion per il suo album francese Dion Chante Plamondon.
La versione spagnola di Un Uomo Felice è stata pubblicata nel 1995 come "Un Hombre Feliz" da Sony in Spagna, con la maggior parte delle stesse canzoni cantate in spagnolo.Tra le collaborazioni Monica Naranjo, Montserrat Marti e Mina, apparsa anche nell'album originale.
L'album è rimasto nella Billboard Hits of The World Italy per più in dieci settimane, raggiungendo #95 nella classifica europea dei Top 100 Album.

## Tracce
1. Un uomo felice - 3:33
2. Amore - 5:18 (con Mina)
3. E pensare che pensavo mi pensassi almeno un po' - 3:47 (con Mietta)
4. Due - 4:21(con Cecilia Gasdia)
5. Io vivo per te - 4:31 (con Scarlett Von Wollenmann)
6. Nel locale di jazz - 3:48 (con Baraonna)
7. Sulla tua pelle - 4:34 (con Mietta)
8. I’d Fly (per lei) - 5:13 (con Francesca Bellenis)
9. L'amore esiste ancora - 4:13 (con Tosca)
10. Sopra un preludio di Bach - 4:30

## Formazione
- Riccardo Cocciante - voce, pianoforte
- Paolo Carta - chitarra
- Emanuela Borzi - percussioni
- Roberto Gallinelli - basso
- Leonardo De Amicis - tastiera, programmazione, pianoforte
- Maurizio Dei Lazzaretti - batteria
- Camillo Papitto - violino
- Fabrizio De Melis - violino
- Lidia Sanacori - violino
- Pietro Meldolesi - violino
- Andrea Machì - viola
- Maria Laura Zingarelli - violoncello
- Fabio Forte - trombone
- Marilù Monreale, Marco D'Angelo - cori

## Classifiche

### Classifiche settimanali
| Classifica (1994) | Posizione massima |
| ----------------- | ----------------- |
| Europa            | 95                |
| Italia            | 9                 |

### Classifiche di fine anno
| Classifica (1994) | Posizione |
| ----------------- | --------- |
| Italia            | 34        |